# Tushka
Tushka is een plaats (town) in de Amerikaanse staat Oklahoma, en valt bestuurlijk gezien onder Atoka County.

## Demografie
Bij de volkstelling in 2000 werd het aantal inwoners vastgesteld op 345.
In 2006 is het aantal inwoners door het United States Census Bureau geschat op 361, een stijging van 16 (4.6%).

## Geografie
Volgens het United States Census Bureau beslaat de plaats een oppervlakte van
2,0 km², waarvan 1,9 km² land en 0,1 km² water. Tushka ligt op ongeveer 172 m boven zeeniveau.

## Plaatsen in de nabije omgeving
De onderstaande figuur toont nabijgelegen plaatsen in een straal van 24 km rond Tushka.